# Кочубеївська сільська територіальна громада
Кочубеївська сільська територіальна громада — територіальна громада в Україні, у Бериславському районі Херсонської області. Адміністративний центр — село Кочубеївка.
Площа громади — 206,23 км², населення — 3137 мешканців (2017).
Утворена 23 липня 2015 року шляхом об'єднання Заградівської, Кочубеївської, Орлівської та Пригір'ївської сільських рад Високопільського району.
19 липня 2020 року, в результаті адміністративно-територіальної реформи та ліквідації   Високопільського району.увійшла до складу Бериславського району.

## Населені пункти
У складі громади 14 сіл:
- Заградівка
- Кам'янка
- Кочубеївка
- Краснівка
- Микільське
- Наталине
- Нова Шестірня
- Новобратське
- Орлове
- Пригір'я
- Рівнопілля
- Розівка
- Світлівка
- Свободне